# اسفين (مقاطعة فراهان)
اسفين (بالفارسية: اسفین) هي قرية تقع في مركزي في إيران. يقدر عدد سكانها بـ 85 نسمة بحسب إحصاء 2016.